# Gustav Traugott Weese

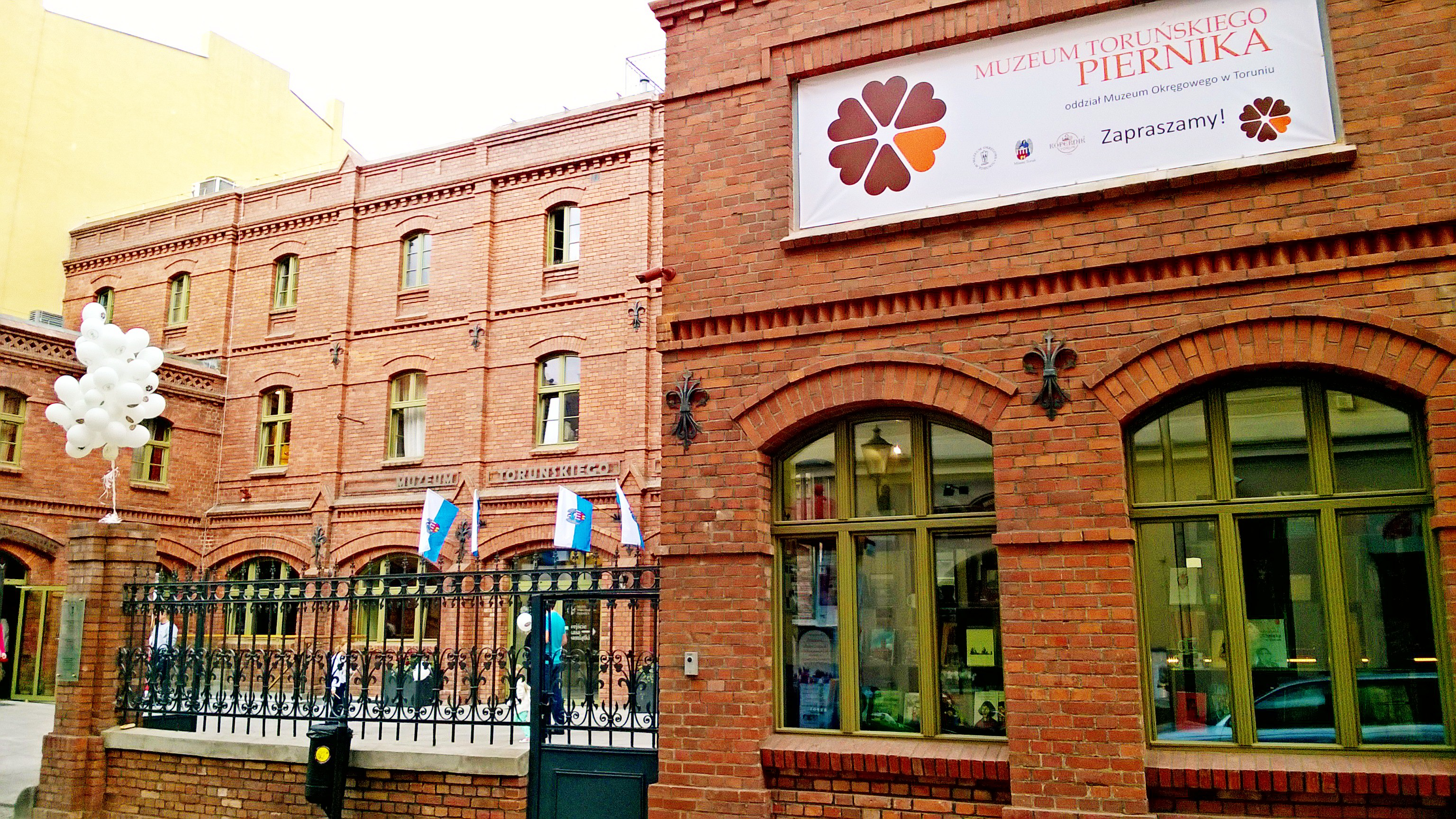
Dawna fabryka pierników Gustawa Weesego przy ul. Strumykowej 4, obecnie siedziba Muzeum Toruńskiego Piernika

Gustav Traugott Weese (również jako Gustaw Wesse) ur. 1801 – zm. 1874), mistrz piernikarski, piekarz, handlarz.
Był wnukiem Johanna Weesego, który w 1763 roku założył w Toruniu wytwórnię pierników. Gustav przekształcił niewielki zakład ojca, mistrza Andrzeja, w nowoczesną fabrykę (1824) i nadał jej nazwę G. Weese. W 1838 roku utworzył przedstawicielstwo handlowe w Königsbergu (obecnie Królewiec), którego kierownictwo powierzył pannie Witt.